# European Association for Biometrics
De European Association for Biometrics (EAB) is een non-profitorganisatie gevestigd in Naarden, Nederland. Haar doel is het bevorderen van de ontwikkeling en toepassing van biometrische technologieën in Europa.

## Geschiedenis
De EAB is opgericht op 17 november 2011 in Darmstadt, in het Fraunhofer IGD. De EAB is voortgekomen uit het Best European Stakeholders Network (BEST Network), gefinancierd door de Europese Commissie onder het 7e Kaderprogramma voor Onderzoek en Technologische Ontwikkeling (KP7). De statuten van de EAB zijn gemodelleerd naar het Competence Center for Applied Security Technology (CAST). 14 instellingen uit tien verschillende Europese landen hebben deelgenomen aan de oprichting van de EAB.

## Bestuur
De EAB is een lidmaatschap-gebaseerde organisatie met ruim tweehonderd actieve leden, waaronder stichtingen, bedrijven en natuurlijke personen. De EAB heeft nationale vertegenwoordigers in de meeste Europese landen. De directie wordt jaarlijks benoemd door de Algemene Vergadering en vertegenwoordigt de EAB extern. Een Adviesraad (EABAC) van senior-leden adviseert de directie bij strategische zaken. De belangen van de leden van de EAB worden behartigd door de directie.
Middels belangengroepen, commissies en werkgroepen op het gebied van verschillende onderwerpen hebben EAB-leden de mogelijkheid om hedendaagse onderwerpen te behandelen. De uitkomsten daarvan worden samengevat en openbaar gemaakt voor verdere discussie.

## Activiteiten
De EAB organiseert conferenties, cursussen en workshops. Een daarvan vindt jaarlijks plaats in september: de "European Research Projects Conference" (EAB-RPC). Gedurende dit tweedaagse evenement worden biometrie-gerelateerde projecten gepresenteerd die zijn gefinancierd vanuit het Kaderprogramma voor Onderzoek en Technologische Ontwikkeling in Europa van de Europese Unie.
Om jong talent te promoten reikt de EAB ieder jaar zowel een onderzoeks- als een industrieprijs uit. Proefschriften worden gepresenteerd en beoordeeld.